# ناحية كفرزيتا
ناحية كفر زيتا إحدى نواحي سوريا تتبع إداريّاً لمحافظة حماة منطقة محردة ومركزها مدينة كفر زيتا، بلغ تعداد سكان الناحية 39,302 نسمة حسب التعداد السكاني لعام 2004.